# Mordellistena incommunis
Mordellistena incommunis là một loài bọ cánh cứng trong họ Mordellidae. Loài này được Liljeblad miêu tả khoa học năm 1921.